# Cofradía de Servitas (Murcia)
La Real, Muy Ilustre y Venerable Cofradía de Servitas de María Santísima de las Angustias es una cofradía de culto católico de la Semana Santa de Murcia (Región de Murcia, España) que desfila en la tarde del Viernes Santo desde la céntrica Iglesia de San Bartolomé-Santa María.
El titular de Los Servitas (nombre popular de la cofradía) es uno de los conjuntos escultóricos más valiosos de Francisco Salzillo (siglo XVIII).

## Historia
Es una de las cofradías con orígenes más antiguos de la ciudad, ya que la Congregación de Servitas se fundó en Murcia en 1665, aunque recientes investigaciones demuestran que la institución penitencial ya existía a la altura de 1607.
Aun así, lo cierto es que a principios del siglo XVIII se perdió el rastro de la misma, pero el culto a la Virgen de las Angustias siguió vigente, por lo que la parroquia de San Bartolomé encargó a Francisco Salzillo la actual imagen titular en 1739, la cual fue finalizada en 1740. Quince años después de la entrega de la virgen a la parroquia,  fray Francisco Morote, en la censura de las Reglas para los Servitas de San Bartolomé, dada el 15 de diciembre de 1755, indica que la Escuela de María Santísima de las Angustias y Congregación de los Servitas, fue "nuevamente erigida en la Iglesia Parroquial del Señor San Bartolomé".
El día en que salía tradicionalmente a la calle la procesión de los Servitas era el Domingo de Ramos, siendo por tanto la procesión que abrió la Semana Santa de Murcia durante siglos (antes de la re-fundación de la Cofradía de la Esperanza).
En 1874 la cofradía incorporó un nuevo paso integrado por uno de los bellísimos ángeles adoradores que Francisco Salzillo realizó para el tabernáculo de la Iglesia de San Juan de Dios. Dicha figura se transformaba para este desfile procesional en un ángel pasionario, agregándosele a la imagen, seguramente, algún atributo de la pasión de Cristo. 
En 1894, el grupo titular de la cofradía se enriqueció con un espléndido trono de estilo rococó cuya realización fue encomendada al prestigioso tallista don Juan Martínez Cantabella. El actual trono, estrenado en 1992, está inspirado en este último.
A partir de 1902 la Santísima Virgen de las Angustias, obra maestra de Salzillo, comenzó a desfilar también en la noche de Viernes Santo con la Cofradía del Santo Sepulcro, institución con la que comparte templo desde 1886. Desde 1902 hasta 1931, la Virgen de las Angustias desfiló tanto en su tradicional procesión de Domingo de Ramos como en la noche del Viernes Santo con el Sepulcro. Sin embargo, en 1931 salió por última vez la procesión de Los Servitas del Domingo de Ramos, desfilando a partir de entonces únicamente con la procesión del Viernes Santo, quedando asociada al Santo Sepulcro.
La cofradía de Servitas volvió a ser totalmente independiente en 1996, aunque mantuvo la tarde-noche del Viernes Santo como día de salida.

## Pasos y hermandades
Los Servitas cuenta con tan sólo 2 hermandades y sus respectivos pasos, siendo por tanto la que menos posee de todo el Viernes Santo murciano. Sus tronos son de dos estantes por vara y muestran la cadencia tradicional murciana al caminar. El orden de salida en procesión es el siguiente:
- Angel Servita. Vicente Hernández Couquet, 1858. Es un paso alegórico de la pasión. La corona de espinas que porta es prestada en ocasiones por otras cofradías murcianas para conmemorar distintas celebraciones o aniversarios.
- Santísima Virgen de las Angustias. Francisco Salzillo, 1740. Obra maestra de la primera etapa de Salzillo. Lleva tradicionalmente un exhorno compuesto solo por flores blancas.

## Vestimenta
Los penitentes y mayordomos llevan túnica de terciopelo negra con capuz en raso del mismo color. Cuentan con fajín azul y el escudo de la cofradía en el antifaz. Los estantes portan la típica túnica huertana del mismo color, pero no de terciopelo sino de tergal. 
Antiguamente, el color de las túnicas de la cofradía era el azul, de ahí el fajín del mismo color que llevan actualmente los penitentes. Además los estantes llevan las escarapelas de color azul al igual que las cintas situadas a los laterales del capúz. 
A pesar de ser una procesión de estilo tradicional sus mayordomos desfilan con la cara tapada.

## Itinerario
Plaza de San Bartolomé, Esteve Mora, Calderón de la Barca, pl. Santa Gertrudis, Fernández Ardavín, plaza de Romea, Echegaray, Santa Clara, plaza Santo Domingo, Trapería, pl. Hernández Amores, Nicolás Salzillo, plaza del Cardenal Belluga, Arenal, Glorieta de España, Tomás Maestre, pl. Martínez Tornel, Jara Carrillo, pl. San Pedro, Cristo de la Esperanza, pl. de las Flores, pl. Santa Catalina, Santa Catalina, pl. San Bartolomé.

## Enlace
Web de la Cofradía
- Datos: Q5776266